# Fábrica Nacional de Moneda y Timbre
La Fábrica Nacional de Moneda y Timbre-Real Casa de la Moneda (FNMT-RCM) es una entidad pública empresarial de España que está adscrita al Ministerio de Hacienda. Es una empresa de servicio público dedicada a la fabricación de monedas, billetes, timbres, documentos oficiales y prestador de servicios de certificación.
Toda la actividad se concentra en las ciudades de Madrid y Burgos.

## Antecedentes

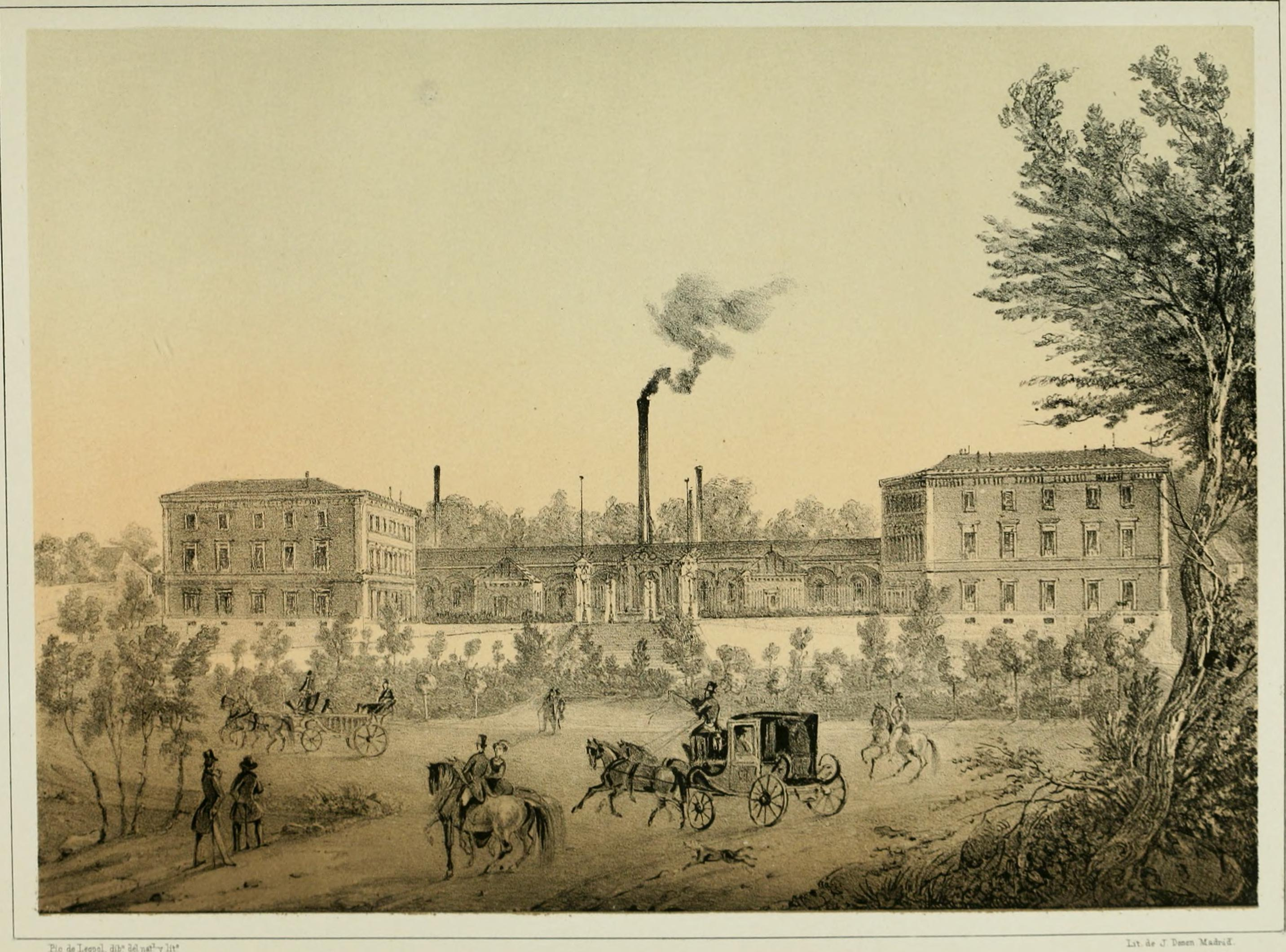
Antigua Casa de la Moneda en la plaza de Colón de Madrid (Historia de la Villa y Corte de Madrid, 1860).

### Casas de moneda
En España existían casas de la moneda, o cecas, tanto estatales como privadas. Pero Felipe V (el primer Borbón) decidió que el Estado controlaría todas e hizo desaparecer las privadas. Durante el reinado de Isabel II existían siete cecas estatales: Madrid, Barcelona, Sevilla, Pamplona, Jubia (en La Coruña), Segovia y Manila (en Filipinas). Cada una de ellas tenía su marca diferente de siglas, signos y estrellas. Todas menos la de Madrid desaparecieron cuando el sistema monetario decidió hacer de la peseta la moneda nacional.
La Casa de la Moneda de Madrid estaba ubicada en la calle de Segovia. Con los años se había convertido en un edificio descuidado y casi ruinoso. Cuando tuvieron que incorporar la primera prensa llamada Thonnelier, una máquina bastante grande, muy moderna y necesaria, vieron que no cabía en aquellas instalaciones, así que tuvieron que buscar algo más apropiado y el 17 de febrero de 1861 se trasladaron a un edificio situado en la plaza de Colón.
La Casa de la Moneda de Colón fue toda una institución. Pero el progreso quiso que también llegara el día en que este edificio resultara pequeño y anticuado y tuvo que ser abandonado por otro, más moderno y más adecuado. Se trata de la nueva Real Casa de la Moneda (Fábrica Nacional de Moneda y Timbre), situada en la madrileña calle de Jorge Juan n.º 106, inaugurada el 11 de julio de 1961. El edificio de la plaza de Colón fue demolido en 1970 y en su lugar se construyeron los Jardines del Descubrimiento y el Centro Cultural de la Villa.

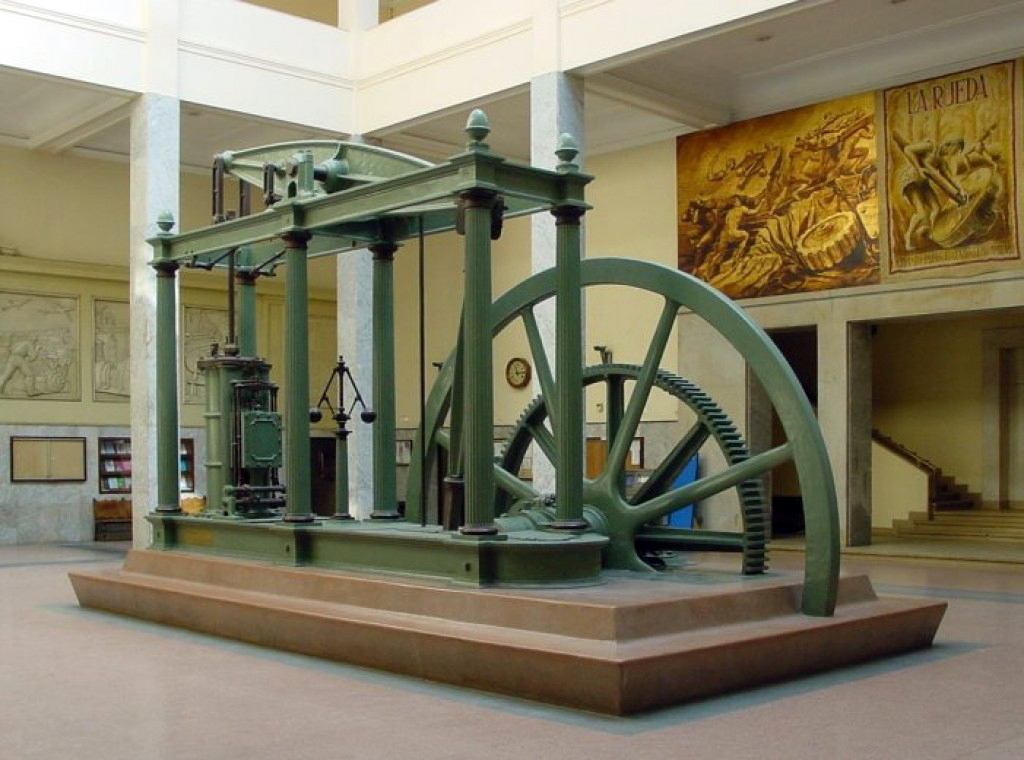
Máquina de vapor de tipo Watt procedente de la FNMT-RCM, expuesta en el vestíbulo de la Escuela Técnica Superior de Ingenieros Industriales de Madrid.

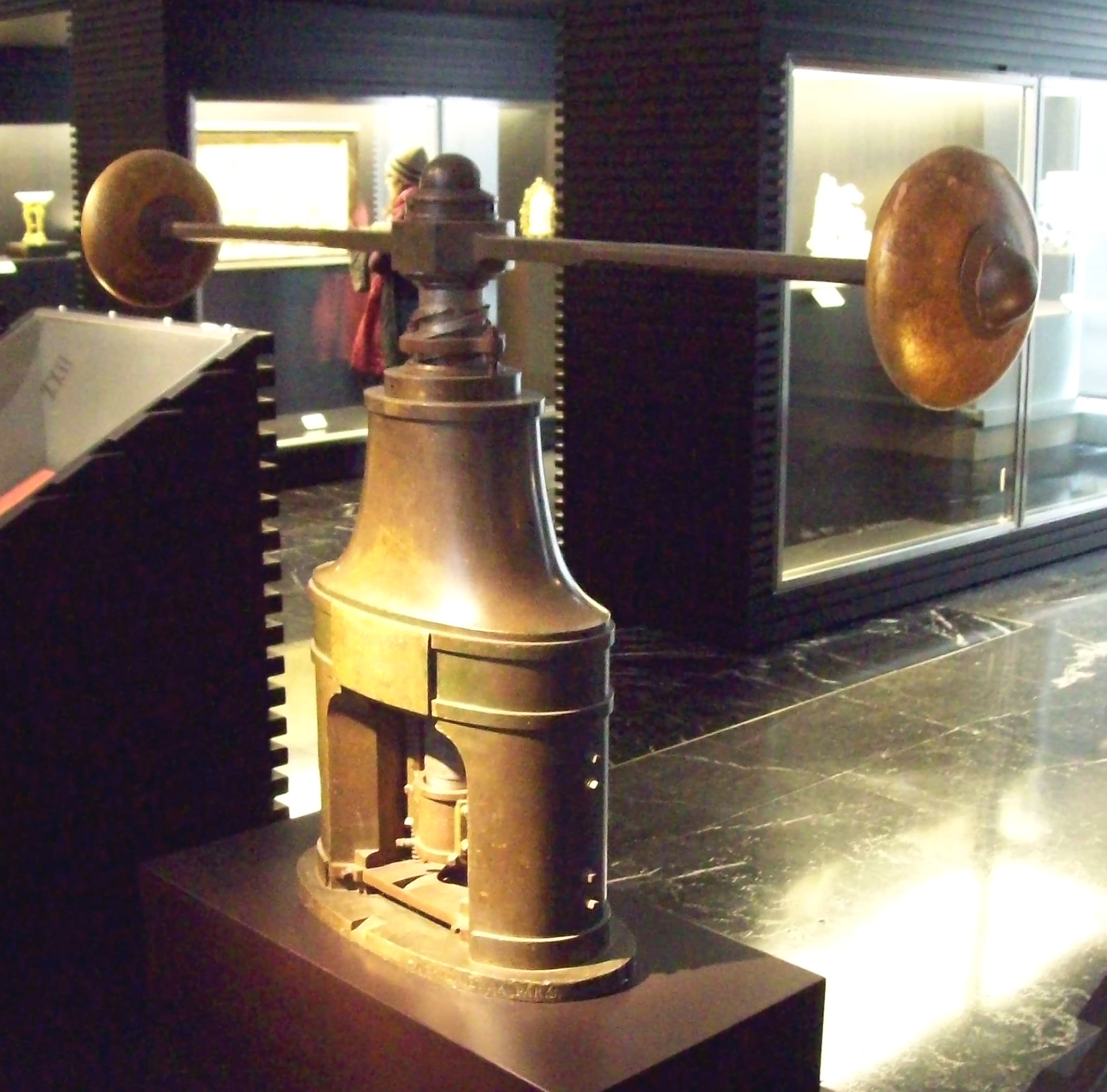
Prensa de volante francesa usada en la Real Casa de la Moneda en el s..

## Historia

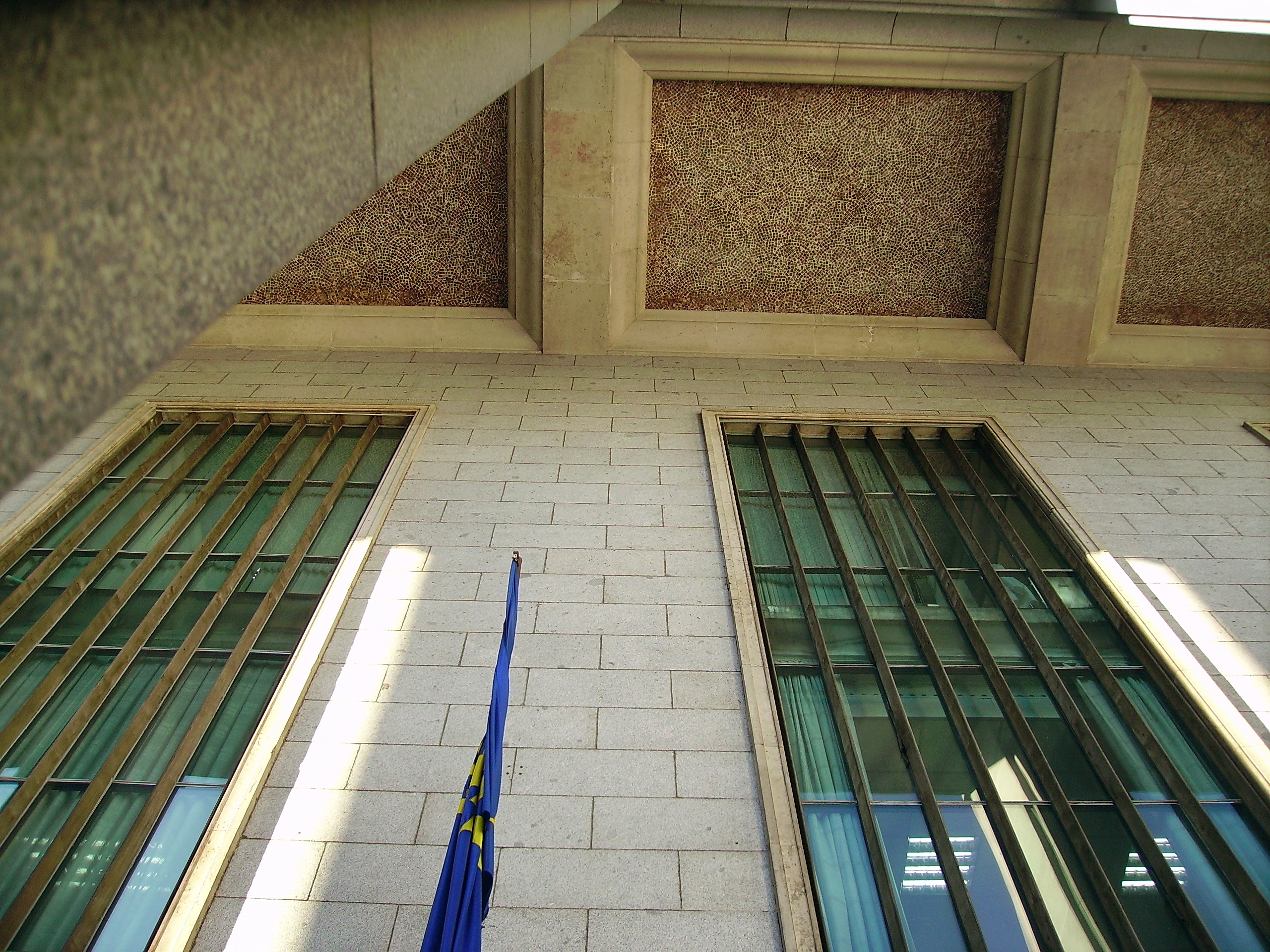
Sede central, Madrid.

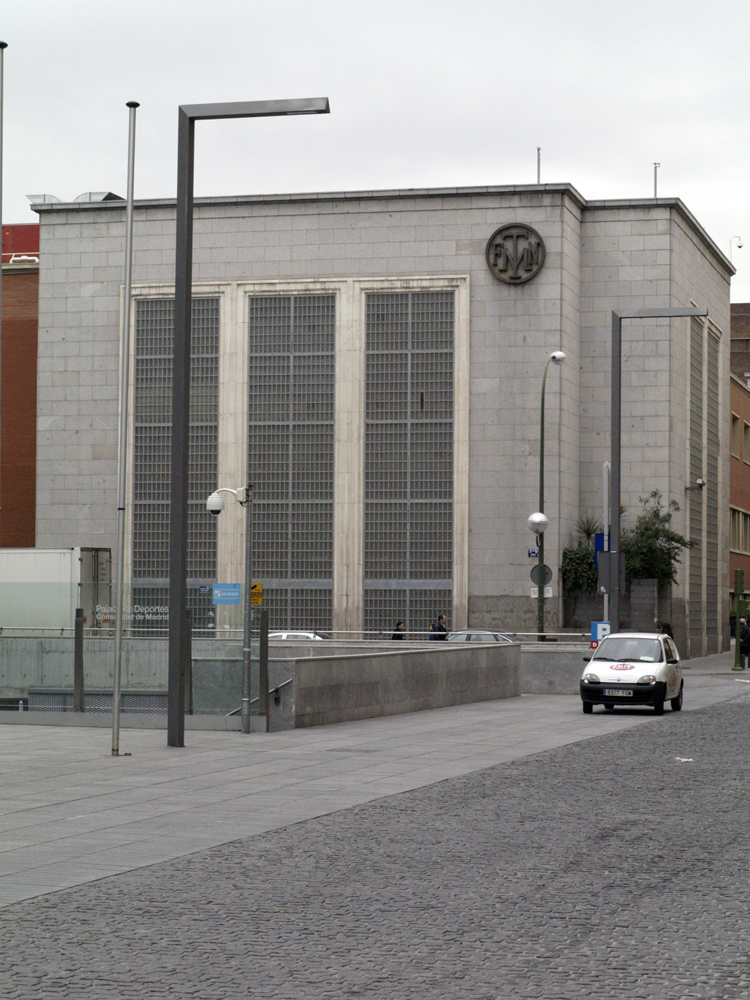
Sede central, en Madrid.

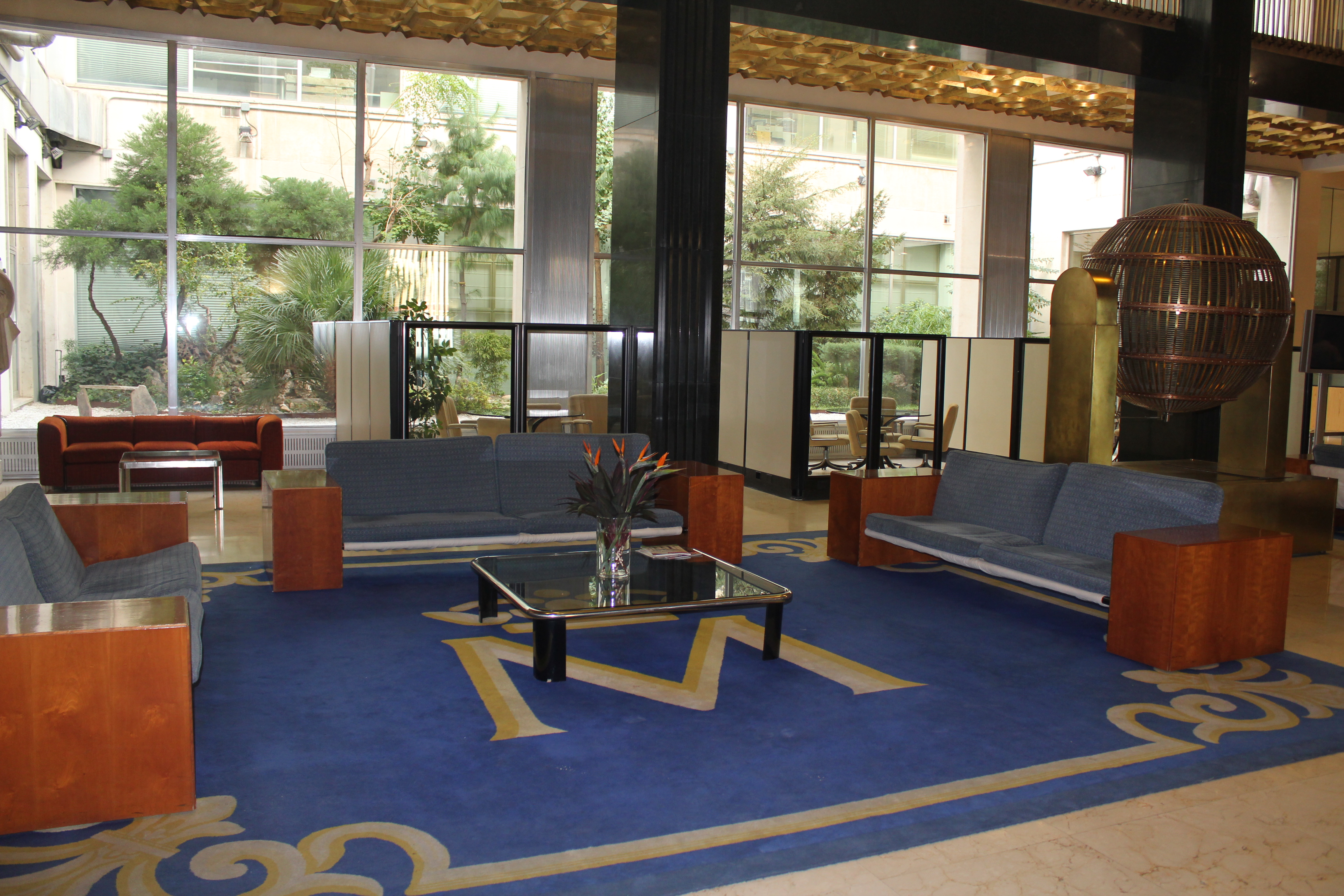
Sede central, Madrid.

La Fábrica Nacional de Moneda y Timbre-Real Casa de la Moneda (FNMT-RCM) nació en 1893 de la fusión de otros dos organismos anteriores: la Casa de la Moneda y la Fábrica del Sello, dos instituciones que ya compartían instalaciones en el edificio de Colón desde 1861, aunque eran independientes y tenían administraciones separadas.
Fabrica billetes de banco desde 1937 (de manera continuada desde 1940), y papel de seguridad desde 1952. En 1964 inaugura una nueva sede que le permite comenzar a producir documentos, como el pasaporte o el Documento Nacional de Identidad. Más tarde, con la nueva normativa sobre el juego se inició la fabricación de cartones de bingo y billetes de lotería.
En la década de 1990, el desarrollo de las nuevas tecnologías y la necesidad de desarrollo de medidas de seguridad que permitan el comercio electrónico a través de Internet, llevó al desarrollo de tarjetas inteligentes y la certificación electrónica.
Actualmente, la Fábrica mantiene dos factorías, en Madrid y en Burgos, donde se fabrica papel para la impresión de documentos de seguridad (billetes, pasaportes, etc.) y el papel de algodón con el que se elaboran los billetes.
El edificio actual alberga, además de la mencionada Fábrica de documentos de seguridad, el Museo Casa de la Moneda (con la mayor colección numismática de España, y una de las más completas de Europa), así como la Fundación Casa de la Moneda, que se dedica, entre otros, a la divulgación cultural. Ambas instituciones anexas a la Fábrica Nacional de Moneda y Timbre - Real Casa de la Moneda se encuentran sitas en la calle Doctor Esquerdo n.º 36, en Madrid.
En 2009, inició la venta de productos numismáticos a través de Internet.
El 2 de noviembre de 2015, se constituye Imprenta de Billetes, S.A. (IMBISA), cuyo objeto social es la fabricación de billetes en euros, tras su inscripción oficial en el Registro Mercantil. La sociedad, que cuenta con un capital de 50 millones de euros, está participada en un 80 % por el Banco de España y en un 20 % por la FNMT-RCM, participación que inicialmente podía mantener solo hasta el 31 de diciembre de 2017 pero que todavía conserva.
La creación de esta sociedad responde a la necesidad de adaptarse al marco legal de producción de billetes en euros, tras la aprobación por el Banco Central Europeo, el 13 de noviembre de 2014, de una nueva orientación que sólo permite dos modelos alternativos para producir la cuota nacional de billetes en euros: hacerlo en una imprenta propiedad del banco central emisor o mediante adjudicación, por proceso competitivo, entre imprentas externas.

Las autoridades españolas optaron por la primera opción y, en consecuencia, la Ley 36/2014, de 26 de diciembre, de Presupuestos Generales del Estado para el año 2015 modificó la Ley de Autonomía del Banco de España, de manera que este pudiera encomendar su cuota de producción de billetes en euros a una sociedad mercantil en la que ostentase la mayoría de control.

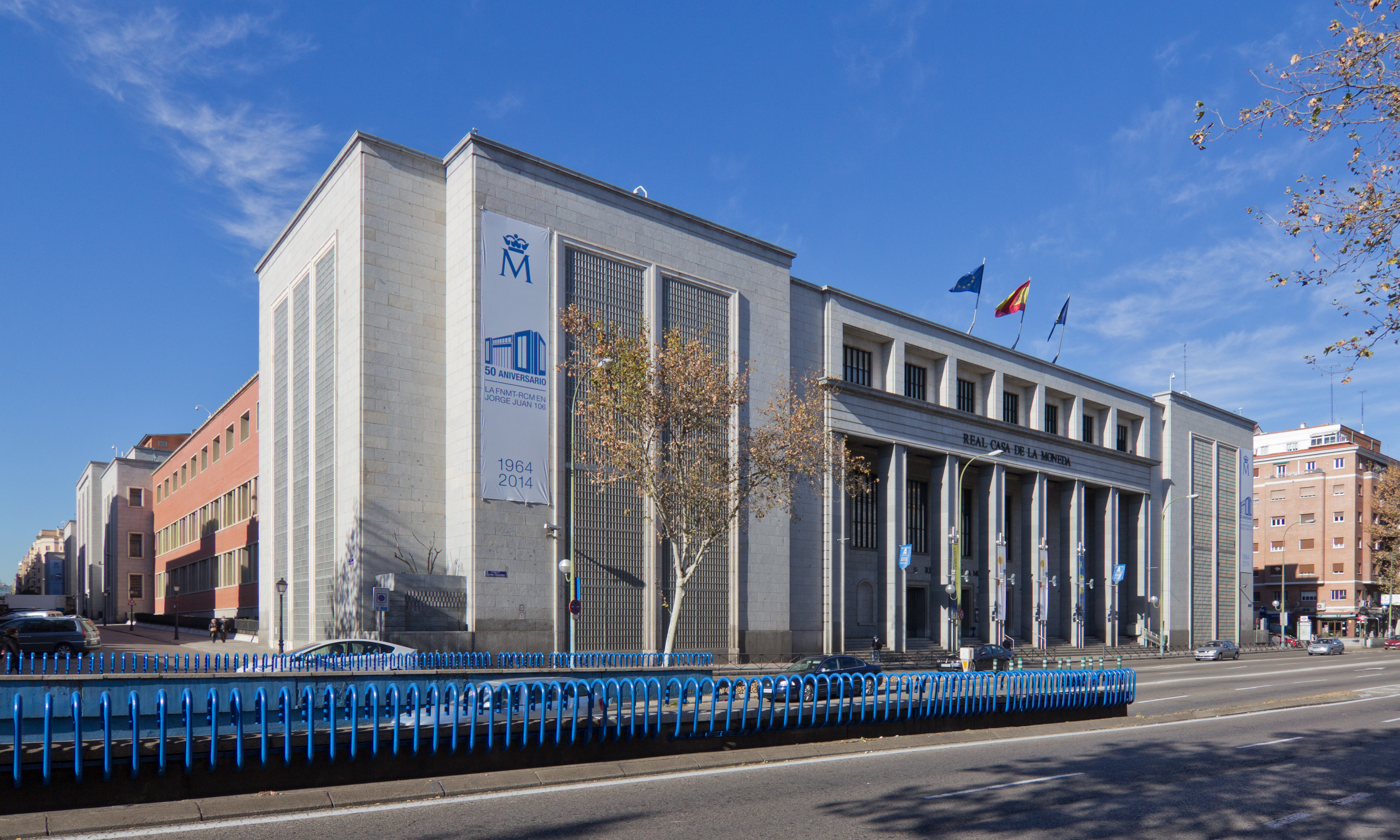
Sede central, en Madrid.

## Servicios de certificación
La FNMT-RCM, a través de su departamento CERES (CERtificación ESpañola), ofrece certificados electrónicos reconocidos y no reconocidos para ciudadanos y personas jurídicas, especialmente para su uso ante las administraciones públicas, el certificado FNMT de Persona Física.
La obtención del certificado electrónico de usuario es gratuita.
A fecha 23 de julio de 2019, la entidad contaba con 8 314 473 certificados activos vigentes.

## Servicios de notificaciones
El Ministerio de Hacienda, en colaboración con la FNMT-RCM, ha desarrollado el servicio SNE-DEH, que permite a ciudadanos y empresas recibir, en un único buzón, las notificaciones administrativas que tradicionalmente recibían en papel. Forma parte de la plataforma Notific@, declarada servicio compartido por la Comisión de Estrategia TIC para la concentración de las notificaciones de la Administración.

## Organizaciones
La FNMT-RCM pertenece a las siguientes organizaciones internacionales:
- Conferencia de Impresores de Billetes de Banco
- Conferencia de Directores de Casas de Moneda (Mint Directors Conference).

## Apariciones en televisión
En 2017, la Fábrica Nacional de Moneda y Timbre fue el escenario principal para la serie de televisión La casa de papel, aunque está filmado en el Consejo Superior de Investigaciones Científicas, dirigida por Álex Pina y producida por Atresmedia y Vancouver Producciones, para ser emitida en el canal español Antena 3. Posteriormente, Netflix, compró la serie, hecho que impulsó su fama. Gran parte de las escenas ocurren en el interior, aunque el edificio que aparece no es verdaderamente la fábrica sino una recreación, por lo que la serie solamente toma prestado el nombre.

## Museo de la Moneda
Dentro del universo de la moneda, el Museo de la Casa de la Moneda es uno de los máximos exponentes. A través de sus diecisiete salas permanentes se puede descubrir la historia de la moneda, advirtiendo distintas colecciones de numismática, filatelia y prefilatelia, lotería y juegos, biblioteca histórica, billetes y muestras de los equipamientos útiles para su fabricación. Sus orígenes se remontan al siglo XVIII y están estrechamente relacionados con el Grabador General de las Casas de Moneda del Rey Carlos III y fundador de la Escuela de Grabado (1771), Tomás Francisco Prieto.
De hecho, la colección de trabajos (grabados, dibujos, libros, monedas y medallas) que Tomás Prieto reunió durante su docencia, formó, post mortem, la exposición originaria del Museo. Con el paso del tiempo, se han ido enriqueciendo las obras a través de donaciones y nuevas adquisiciones.

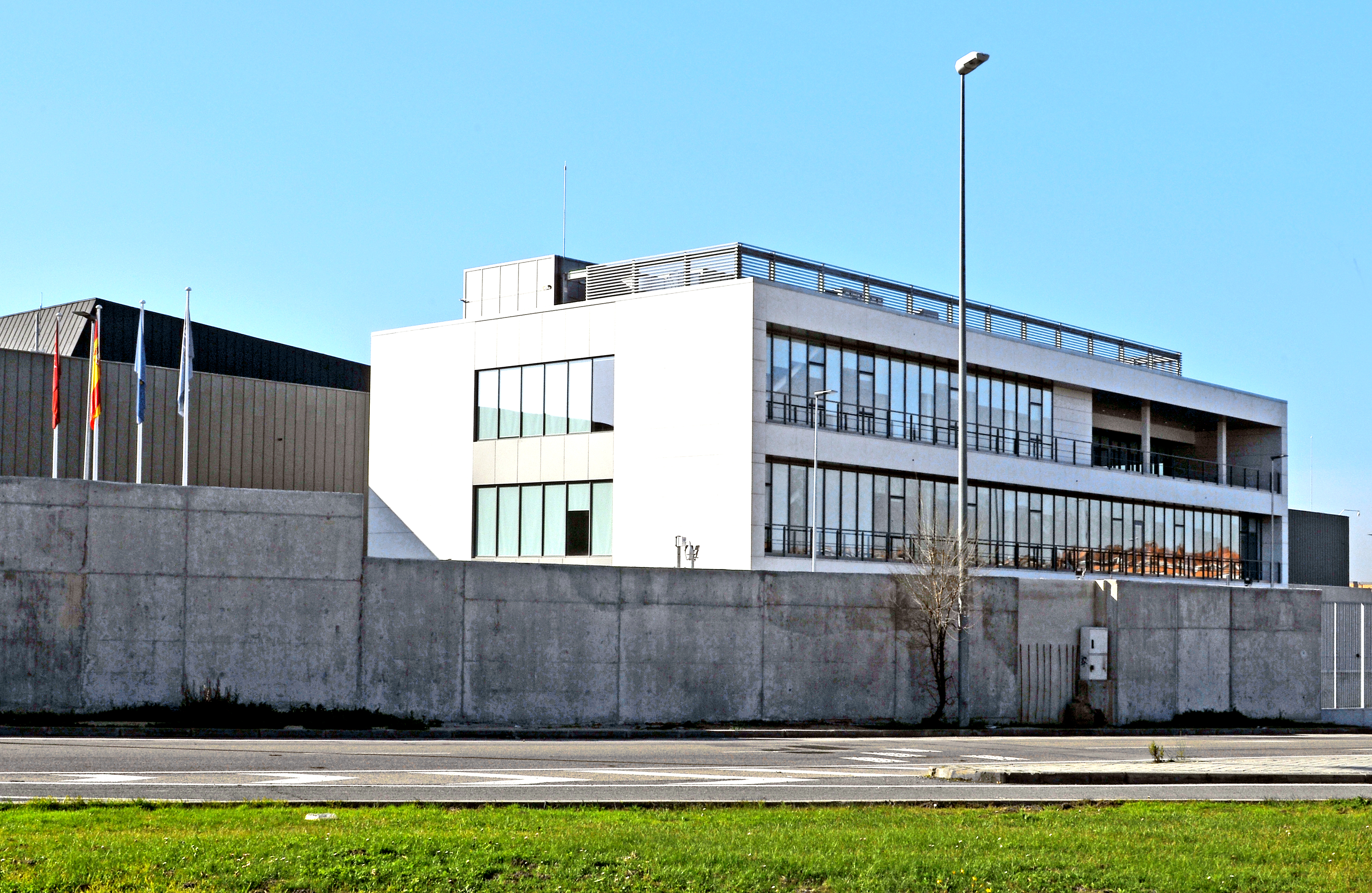
Nueva fábrica de impresión de billetes en Vicálvaro en febrero de 2023. La empresa Dragados (filial de ACS) se ha encargado desde 2016 de su construcción. Se estima su puesta en marcha en 2023 o 2024.

## Nueva sede de IMBISA
A finales del año 2021, IMBISA debería haberse trasladado, definitivamente, de la calle del Doctor Esquerdo (O'Donnell) a la avenida de Daroca (Vicálvaro). Sin embargo, el traslado sigue en proceso en 2023, esperándose que culmine a lo largo del segundo semestre del año o a principios de 2024.
La nueva planta de IMBISA (segregada de la FNMT-RCM por el Banco de España) se situará en la zona norte de la parcela sita en avenida Daroca n.º 294, en el distrito de Vicálvaro en Madrid. La parcela completa ocupa un total de aproximadamente 155 000 m², que se dividirá en dos partes. En la parte norte, ocupando 55 000 m², se ubicarán las instalaciones de IMBISA.
La fábrica se está construyendo en una parcela de quince hectáreas que el Banco de España compró al Ministerio de Defensa en 2016. El terreno, por el que pagó 39,37 millones de euros, permite resolver las limitaciones técnicas y sanar la obsolescencia de parte de la maquinaria. Además, la fábrica solo ocupa un tercio de la explanada total, lo que posibilita su crecimiento en el futuro. 
La ejecución de la obra fue asignada, a través de concurso público, a la constructora Dragados (filial del grupo ACS). El coste de la nueva planta industrial asciende a 78 millones de euros. Antes, la empresa Técnicas Reunidas, especializada en Ingeniería e Infraestructura, diseñó el proyecto, también a través de un concurso competitivo lanzado por IMBISA. En total, contando con la nueva maquinaria y otros equipamientos necesarios, se calcula que la nueva fábrica de billetes del Banco de España costará más de 185 millones.